# Aidan Morris
Aidan Morris (* 16. November 2001 in Fort Lauderdale, Florida) ist ein US-amerikanischer Fußballspieler, der seit Sommer 2024 beim FC Middlesbrough in der englischen EFL Championship spielt.

## Karriere

### Verein
Seine Jugend verbrachte er zuerst an der Weston FC Academy und wechselte im Sommer 2017 an die Crew Academy, zudem war er im College-Bereich für die Indiana Hoosier aktiv. Zur ersten Mannschaft von Columbus kam er dann schließlich Mitte Januar 2020. Dort bekam er dann durch die unterbrochene Saison, bedingt durch die COVID-19-Pandemie erst im MLS-is-Back-Turnier beim 0:4-Sieg über den FC Cincinnati am 12. Juli 2020 seinen ersten Einsatz. Hier wurde er in der 76. Minute für Darlington Nagbe eingewechselt. Im Juni 2024 wurde bekannt gegeben, dass Morris in die englische EFL Championship zum FC Middlesbrough wechselt.

### Nationalmannschaft
Bislang kam er in den U-Mannschaften der USA schon ein paar mal zum Einsatz, seinen ersten Einsatz für die U-20 erhielt er am 16. Januar 2020.